# Chirita colaniae
Chirita colaniae är en tvåhjärtbladig växtart som beskrevs av François Pellegrin. Chirita colaniae ingår i släktet Chirita och familjen Gesneriaceae. Inga underarter finns listade i Catalogue of Life.